# アラン・ダ・シウヴァ・ソウザ
アラン（Alan）ことアラン・ダ・シウヴァ・ソウザ（ポルトガル語: Alan da Silva Souza、1987年12月9日 - ）は、ブラジルのサッカー選手。ポジションはMF。

## 家族
弟のレオナルド・ダ・シウヴァ・ソウザもサッカー選手。